# Hadrodactylus genalis
Hadrodactylus genalis  (лат.) — вид мелких наездников—ихневмонид (Ichneumonidae) рода Hadrodactylus из подсемейства Ctenopelmatinae. Палеарктика: Западная Европа (Франция), Россия (в том числе, Тюменская область, Бурятия, Забайкальский край), Белоруссия, Литва, Монголия. Длина заднего бедра примерно в 4 раза больше своей ширины. На проподеуме нет продольных дорсальных килей. Мезоплевры блестящие. Задние ноги и брюшко почти полностью красные, кроме чёрных задних тазиков и бёдер и чёрных стебелька и 5-8-х тергитов. 1-й тергит брюшка у самок удлинённый (длина в 3—5 раз больше своей ширины), клипеус грубо пунктированный, в переднем крыле развито зеркальце. Предположительно, как и другие виды рода паразитируют на пилильщиках трибы Dolerini из семейства Tenthredinidae.
Вид был впервые описан в 1883 году шведским энтомологом Карлом Густафом Томсоном (Carl Gustaf Thomson; 1824—1899), а его валидный статус подтверждён в 2011 году российским гименоптерологом Дмитрием Рафаэлевичем Каспаряном.